# トゥラーン (戦車)
トゥラーン（ハンガリー語: Turán）は、第二次世界大戦中ハンガリーで生産、使用された戦車である。チェコのシュコダ社製T-21中戦車をもとにライセンス生産され、1944年までに各型合わせて400両余りが完成した。
“トゥラーン（en:Turan）”とは中央アジアの伝説上の民族・国の名で、ハンガリー人（マジャル人）はじめ多くのアジア系民族の祖と捉えられている。

## 開発と生産
ハンガリーは1938年、トルディ軽戦車の採用・生産を決定したが、その後勃発した第二次世界大戦初頭の戦争の推移から、より本格的な機甲兵力の整備が必要と判断された。そのためには、より強力な中戦車が不可欠であった。ハンガリーはドイツからIV号戦車のライセンス生産権を得ようとしたものの、これは許可されず、替わって、1940年、チェコ・シュコダ社製のT-21中戦車が選ばれた。
T-21は、同じくシュコダ社製のLT-35軽戦車（試作名称Š-IIa。ドイツ軍名称「35(t)戦車」として知られる）の拡大・発展型として試作されたもので、リベット接合の車体・砲塔を持ち、LT-35譲りのボギー式リーフスプリングのサスペンション、空気圧式変速機を備えていた。当初Š-IIcの試作名称で製作されていたが、1939年のドイツによるチェコ併合を経て、T-21と改称された後、試作車が完成した。
ハンガリーはこの原型をテストの後（ハンガリーが入手したのは小改良型のT-22とする資料もある）、「40Mトゥラーン中戦車（40M Turán közepes harckocsi）」（トゥラーン I）として制式採用、1940年9月、最初の230両の生産発注が行われた。
ライセンス生産に当たって、原型のT-21のシュコダA9・47mm砲は国産の51口径41M 40mm砲に改められ、砲塔形状も改変、エンジンも国産のヴァイス・マンフレード製のものになるなど、200箇所以上が変更されている。生産はガンズ社、マーヴァグ社、ヴァイス・マンフレート社、MWG社に振り分けられたが、これは主生産工場であり、パーツ供給工場はハンガリー全土に散らばっていた。トルディ軽戦車で多少の経験は積んでいたものの、開発と生産には時間を要し、国産トゥラーンの試作車の完成は1941年6月、生産車の部隊配備は1942年に入ってからとずれ込んだ。
しかし、40Mトゥラーン（トゥラーン I）の生産が本格化する前に折から始まったバルバロッサ作戦の戦訓により、40mm砲ではすでに強力なソ連戦車には太刀打ちできないことが明確化してしまった。このため、トゥラーンに短砲身ながら75mm砲を搭載する試みが並行して行われた。マーヴァグ社が開発した41M戦車砲を搭載した火力強化型は、1942年2月に試作車が完成、「41Mトゥラーン重戦車（41M Turán nehéz harckocsi）」（トゥラーン II）として制式採用された（ハンガリー軍では、75mm砲搭載車は重戦車に分類された）。この間、1941年7月には309両の第二次発注が行われていたが、75mm砲搭載型の41Mトゥラーン（トゥラーン II）の最初の生産車が完成したのは1943年に入ってからで、その後も砲の生産の遅れのため、トゥラーン I も引き続き生産された。
実際にはこのトゥラーン IIの75mm砲でも力不足は明らかなため、その後、ドイツの7.5 cm KwK 40をもとに国産化した長砲身43M 75mm砲を搭載するタイプも開発された。この「43Mトゥラーン重戦車（43M Turán nehéz harckocsi）」（トゥラーン III）の試作車は1944年に完成したが、戦局の悪化、ハンガリーの単独講和模索の動きを察したドイツ軍進駐による混乱など、さまざまな理由から生産には至らずに終わった。

## バリエーション
40Mトゥラーン中戦車（トゥラーン I）
トゥラーンの最初の生産型。1941年から1944年にかけて、280両程度が生産された。
41Mトゥラーン重戦車（トゥラーン II）
短砲身75mm砲を装備する火力強化型。トゥラーンI に比べ砲塔は若干大型化され、また砲尾が大きくなったぶん、俯角を稼ぐために、キューポラから前方に向けて砲塔天上がかさ上げされている。140両程度が生産された。末期には、ズリーニィ突撃砲同様、成形炸薬弾を防ぐためのパンチングボード製の装甲スカート（ドイツ風に言うところの「シュルツェン」）が車体・砲塔に装着された。
43Mトゥラーン指揮戦車
トゥラーン II をベースに、無線機を増設し、木製のダミー砲身を付けた指揮車型。H882号車を改装し1943年5月に1両が製作されたが、試作のみに終わった。砲塔上面右前方に3本のアンテナを持つ。
43Mトゥラーン重戦車（トゥラーン III）
対戦車能力向上のため、長砲身75mm砲を搭載した型。砲塔は後部がさらにかさ上げされ、最大装甲厚も90mmもしくは95mmに強化、装甲スカートも標準装備される予定であった。1 両が試作されたが、量産はされなかった。
ズリーニィ突撃砲
トゥラーンをベースに車幅を広げ、固定戦闘室を設けた突撃砲。105mm榴弾砲搭載型（ズリーニィ II）が量産され、大戦末期に実戦に投入された。75mm砲を搭載した対戦車型（ズリーニィ I）は試作のみに終わった。

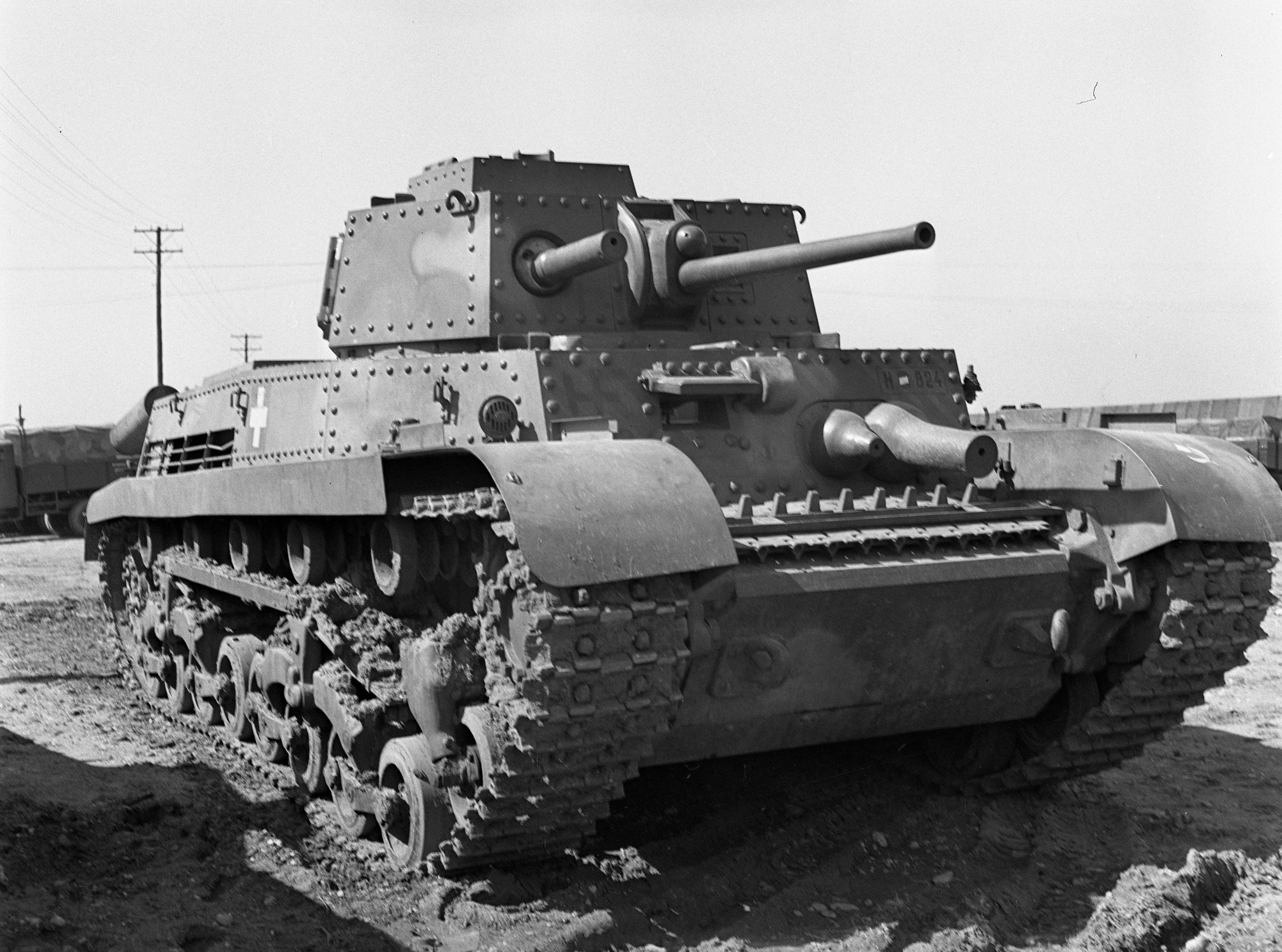
40M トゥラーン I
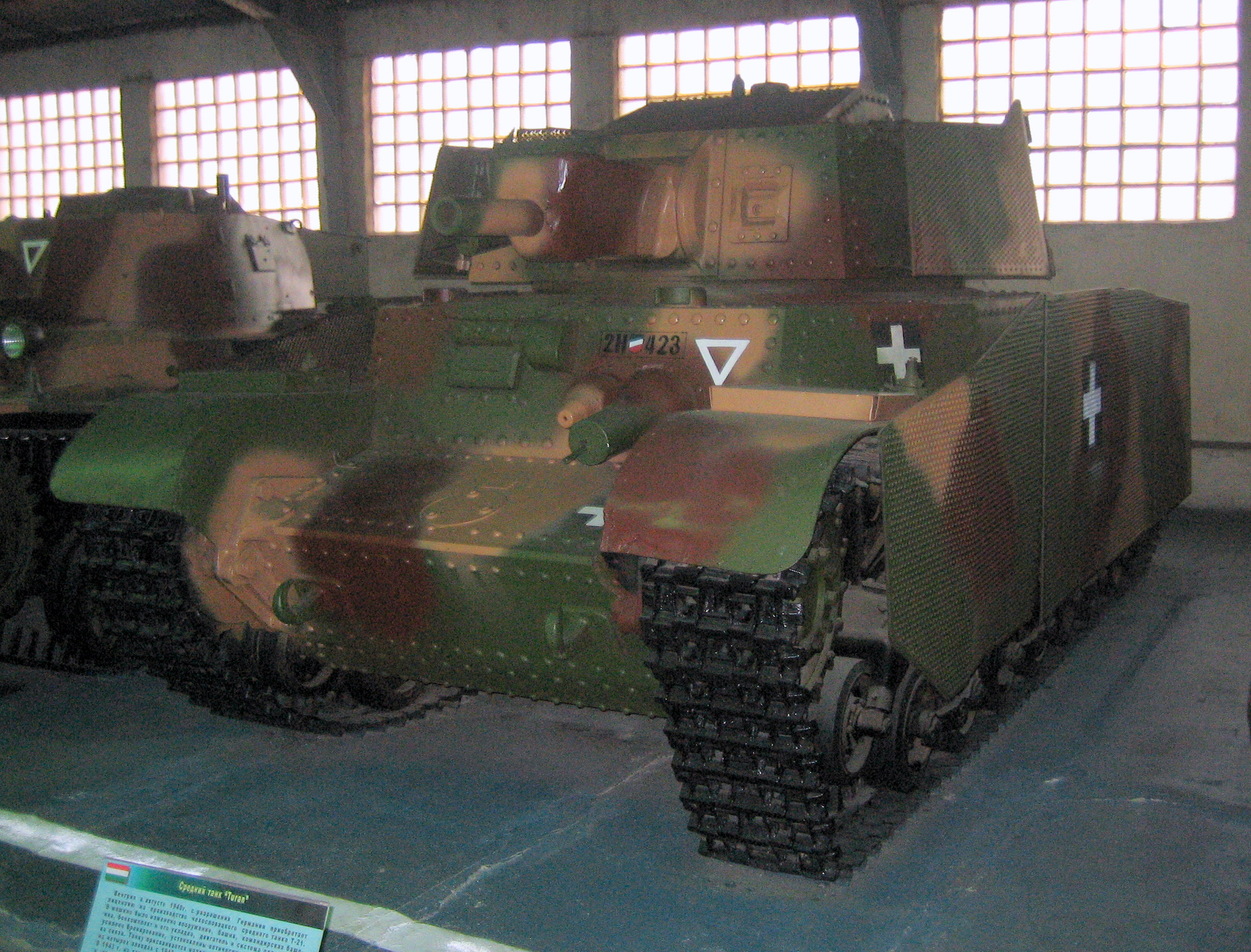
クビンカ戦車博物館に展示されている41M トゥラーン II
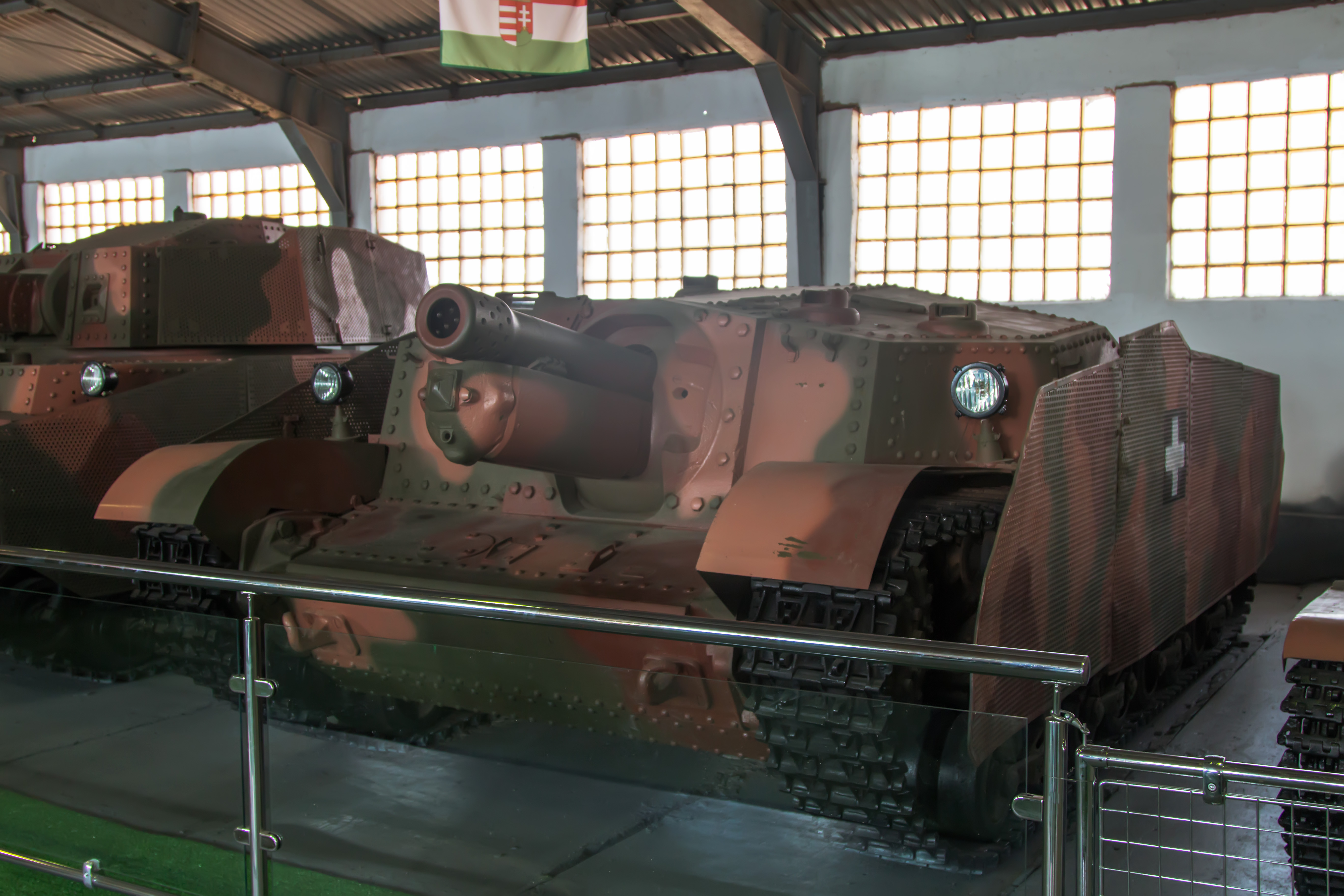
クビンカ戦車博物館に展示されているズリーニィ II

## 参考資料
- Bonhard Attila, Sárhidai Gyula, Winkler László:  A Magyar Királyi Honvédség Fegyverzete, Zrínyi Katonai Kiadó, Budapest, 1992., ISBN 963 327 182 7
- Csaba Becze, Magyar Steel, STRATUS, 2006
- 中嶋俊秀「第2次大戦のハンガリー戦車」、『戦車マガジン』戦車マガジン社、1990年6月号
- Tanks! Armoured warfare prior to 1946. https://web.archive.org/web/20070824235651/http://mailer.fsu.edu/~akirk/tanks/hun/Hungary.html